# 斯巴达克同盟/不列颠
斯巴达克同盟/不列颠是英国的一个托洛茨基主义组织。
该组织成立于1978年。该组织的政治立场是极左翼。该组织的总部位于伦敦。该组织出版季刊《工人之锤》。该组织是国际共产主义同盟（第四国际主义者）的支部。